# Lübeck–Hamburg-vasútvonal
A Lübeck–Hamburg-vasútvonal egy normál nyomtávolságú, 62,8 km hosszúságú, villamosított vasútvonal, az egyik legfontosabb vasúti fővonal Schleswig-Holstein és Hamburg között. A két Hanza-várost köti össze, és néha a nemzetközi Vogelfluglinie részének tekintik.

## Az útvonal
Lübeckből az útvonal délnyugat felé halad, többnyire mezőgazdasági, enyhén hullámzó síkságon keresztül. A Trave háromszor keresztezi az utat. A legfontosabb köztes állomás Bad Oldesloe, ahol a vasútvonal Bad Segeberg és Neumünster felé ágazik el. Ahrensburg és Hamburg-Rahlstedt között a vonal a Stellmoor alagútvölgyében halad. Miután Hamburg város területén keresztezi a tehervonati elkerülő vasútvonalat, az S-Bahn vonalával párhuzamosan kelet felől eléri Hamburg főpályaudvarát.

## A vasútvonal története
A Lübeck és Hamburg közötti vasútvonal építéséről már 1831-ben szó esett. A Holstein hercegséget irányító dán hatóságok elutasítása miatt azonban a Lübeck-Büchen-vasútvonalat kezdetben a Lübeck-Büchener Eisenbahn (LBE) építette meg. Ez azt jelentette, hogy Lübeck csatlakozott a Berlin-Hamburg-vasútvonalhoz, de a Hamburgba tartó vonatoknak a mintegy 32 kilométerrel hosszabb útvonalon, Büchenen keresztül kellett közlekedniük. Az LBE csak 1865. augusztus 1-jén nyitotta meg a közvetlen összeköttetést Lübeck és Hamburg között. A kétvágányú meghosszabbítás a forgalom gyors növekedése miatt már néhány év múlva szükségessé vált, és 1878-ra teljesen elkészült. 1878-ban a vasútvonal kezdetben Hamburgban a Hammerbrook kerületben lévő Lübeck állomáson végződött. A Hamburg Hauptbahnhof 1906-os elkészülte után a lübecki vasútvonal vágányait a berlini vasútvonal vágányaival együtt az új központi pályaudvarra vezették. Walther Brecht, az LBE akkori elnök-igazgatója az állomás megnyitása alkalmából az LBE vasúti létesítményeinek újratervezéséért a Vörös Sas-rend II. osztályú kitüntetést, valamint az 1907. január 18-i koronázási és rendi ünnepségen a Korona 2. osztályú királyi rendet kapta.
Az első világháború következtében a versailles-i békeszerződésben olyan intézkedéseket rendeltek el, amelyek megnehezítették a katonai áruk gyors szállítását a stratégiai útvonalakon. Ennek részeként a Lübecktől délre, Bad Kleinen felé vezető, a Stettinbe és Kelet-Poroszországba irányuló, tolatás nélküli továbbszállításra szolgáló vasútvonal meglévő összekötő ívét le kellett bontani.
1952. szeptember 18-án az E 902-es gyorsvonat Lübeckből Hamburgba tartva a reggeli csúcsforgalomban a hamburgi Hammerbrook kerületben lévő Berliner Tor állomás közelében a Wallstraße híd külső oldalán egy síntörés miatt lezuhant. A balesetben nyolc ember meghalt, és mintegy 60-an megsérültek. A vizsgálati jelentés később a baleset feltételezett okaként a híd előtti ívből származó 27,5 cm hosszú belső síndarabot említi, a sín aljának korábbi sérülésével együtt, amelyet a mérővonatok akkoriban nem tudtak észlelni.
1963-ban a Lübeck-Puttgarden és a Rødby Havn-Koppenhága-vasútvonalakat meghosszabbították a Vogelfluglinie-hez. Ez növelte a távolsági vonatok számát Lübeck és Hamburg között. A Koppenhágába közlekedő vonatok mellett a zónák közötti vonatok Rostockba is közlekedtek. A D vonatokat, a TEE Merkur és a Puttgardenbe tartó TEEM tehervonatokat DB 221-es, később DB 218 sorozatú dízelmozdonyok vontatták.
Az 1960-as és 1970-es években az ingavonati gyorsvonatokat DB 220 sorozatú dízelmozdonyok vontatták. Különlegességként ezek a vonatok 1977-ig az egykori LBE emeletes kocsijait továbbították az yl sorozatú gyorsvonati kocsik mellett. A Lübeck–Hamburg-vasútvonal volt akkoriban az egyetlen olyan Deutsche Bundesbahn-vonal, amelyen emeletes kocsikat használtak.
A Hamburg-Bad Oldesloe szakaszon a regionális vonatok 2008 decemberéig közlekedtek utoljára korszerűsített n-kocsikkal ("Silberlingen") vagy emeletes kocsikkal, amelyeket DB 218 sorozatú dízelmozdonyok vagy DB 628 sorozatú motorkocsik vontattak.
A Lübeck-Travemünde-Lübeck és Lübeck–Hamburg-vasútvonalakat 2008-ban villamosították. A Lübeck-Genin decentralizált vontatási áramátalakító állomás, amely a Lübeck-Hamburg vonalat 15 kV 16,7 Hertz egyfázisú váltóárammal látja el, 14 millió euró költséggel épült. 2008 decemberében a menetrendváltással megkezdődött a villamos mozdonyokkal történő vonatközlekedés.. Azóta a 25-ös vonalon Münchenből/ Münchenbe közlekedő ICE-vonat Hamburgon keresztül Lübeckbe is áthalad.
A Hamburg, Lübeck és Koppenhága közötti távolsági vasúti járatok, amelyek a Funen és Zealand közötti Nagy-Bælt híd megépítése óta jelentősen csökkentek, 2007 decemberétől 2016 decemberéig a DB Intercity Express vonataival és a Danske Statsbaner EuroCity vonataival közlekedtek. Ezeket a vonatokat a DB 605 sorozatú dízel ICE vonatokkal és dán DSB MF motorvonatokkal üzemeltették. 2017 decemberétől az EC-járatokat kizárólag dán motorvonatokkal üzemeltették. 2019 decembere óta ez a vonal a Németország és Dánia közötti Fehmarnbelt-kapcsolat megépítése miatt már nem közlekedik.
Az Ahrensburg-Gartenholz megálló 2009-ben épült meg Ahrensburg és Bargteheide között. A 2009-es menetrendváltásra történő megnyitás azonban jogi problémák miatt meghiúsult, és egyéves késéssel, 2010. december 12-én nyílt meg.
Az RE8 és RE80 vonalakon közlekedő vonatok 2023. december 22. óta félóránként megállnak a Lübeck-Moisling megállóhelyen. A december 10-re tervezett megnyitást (menetrendváltás) nem sikerült tartani. Egyelőre ideiglenes bekötőutakat építettek; a végleges útvonal és a kerékpárparkoló 2024 nyarára készül el.

## A jövő
Hamburg Hasselbrook és Ahrensburg-Gartenholz között párhuzamosan épül egy külön vonal a hamburgi S-Bahn számára. Az új S4-es vonal ezután Hamburgot és Bad Oldesloe-t köti össze, majd Gartenholz és Bad Oldesloe között egyesül a meglévő vonallal. A korábbi tervek egy külön S-Bahn-vonalat irányoztak elő Bargteheide felé, de 2015-ben úgy döntöttek, hogy a vonal Gartenholzban ér véget. Az S-Bahn-vonal a meglévő RB81-es vonal helyébe lép, míg az RE-vonalakat nem érinti.
2019 novemberére a marienthali Hammer Straße két vasúti átjáróját (Lübeck-Hamburg vasútvonal és a Hamburg-Rothenburgsort teherforgalmi elkerülő út 350 méterre keletre leágazó és 70 méterrel délebbre a Hammer Straße-t keresztező vágánya) felváltotta egy aluljáró, és a 3 kilométerrel keletebbre lévő Jenfelder Straße vasúti átjárót is teljesen megszüntették, amit az S-Bahnvá való bővítés előfeltételének tekintenek.
Hamburg-Wandsbek állomás 2021. december 12-én a bővítés részeként megszűnt személyvonati megállóhelyként, helyére két új megállóhelyet, a Claudiusstraße és a Bovestraße megállót tervezik, 620 méterrel a régi állomás előtt és mögött, emellett megépülnek az új állomások: Holstenhofweg, Am Pulverhof és Ahrensburg West (átszállási lehetőséggel a metróra).
A teljes üzembe helyezést 2021-ben 2029-re tervezték.
2020. augusztus 26-án a Szövetségi Vasúti Hivatal (EBA) kiadta a tervengedélyezési határozatot a wandsbeki Hasselbrook és Luetkensallee közötti 1. tervengedélyezési szakaszra.
A vonal átfogó felújítását 2027 júliusától decemberéig tervezik. A vonal erre az időszakra teljesen le lesz zárva. Megújul a felépítmény, a vezérlő- és biztosítástechnika, a gépészeti szerkezetek és a föld alatti kábelszerkezet. Mivel a vonal fontos szerepet játszik a TEN-T ScanMed folyosó szempontjából, a vonalat ETCS-sel szerelik fel. A teljes lezárást az S4 hálózatbővítéshez is felhasználják, hogy csökkentsék a 2027 és 2029 közötti építési munkálatok hatását.